# Michael Borlik
Michael Borlik (* 18. Oktober 1975 in Brühl bei Köln) ist ein deutscher Kinder- und Jugendbuchautor. Er hat über dreißig Bücher veröffentlicht.

## Biographie
Nachdem er das Abitur am St. Ursula Gymnasium in Brühl abgelegt hatte, arbeitete Borlik einige Zeit als Speditionskaufmann. Er gab den Beruf später auf, um neben einem Germanistikstudium Bücher zu schreiben. Heute lebt er in der Nähe von Leverkusen und arbeitet als freier Schriftsteller. Er schreibt vorwiegend Krimis und fantastische Romane für den Thienemann Verlag, die auch als Auslandslizenzen erscheinen. In seinen Krimis schildert er die jugendlichen Täter nicht nur einfach als Täter, sondern hinterfragt auch deren soziale und familiäre Situationen (Thema: Jugendgewalt). Seine fantastischen Romane verknüpfen reale Orte mit mythischen Elementen. Im Jahre 2006 wurde er mit dem Deutschen Phantastik Preis ausgezeichnet. Der Autor wird von der AVA international GmbH vertreten.

## Werke

### Kinderbücher (Auswahl)
- Das Erwachen des Feuerbergs, Kinderbuch, Thienemann Verlag, 2009, ISBN 3-522-18193-X
- Die Nacht der Vampire, Kinderbuch, Thienemann Verlag, 2009, ISBN 978-3-522-18136-5
- Lös den Fall!, Kinderkrimis, Omnibus Verlag, 2008, ISBN 978-3-570-21931-7
- Der 13. Engel, Fantasy, Thienemann Verlag, 2008, ISBN 978-3-522-17980-5
- Wehr dich doch, Ivo!, Kinderbuch, Thienemann Verlag, 2008, ISBN 978-3-522-18032-0
- Geisterspuk an Halloween, Kinderbuch, Thienemann Verlag, 2007, ISBN 978-3-522-17906-5
- Nestor, der kleine Drache, Leseanfänger, Ueberreuter Verlag, 2007, ISBN 978-3-8000-5332-2
- Wer ist der Klassendieb?, Kinderkrimi, Thienemann Verlag, 2006, ISBN 978-3-522-17853-2

### Jugendbücher
- Scary City – Das Buch der Schattenflüche, Thienemann Verlag, 2011, ISBN 978-3-522-18262-1
- Namira – Das Geheimnis der Katzenmenschen, Fantasy, Thienemann Verlag, 2011
- Nox-Das Erbe der Nacht, Fantasy, Thienemann Verlag, 2010, ISBN 978-3-522-20115-5
- Ihr mich auch, Coming-of-age-Roman, Thienemann Verlag, 2010, ISBN 978-3-522-20094-3
- Die Schlangenbrut, Mystery-Thriller,  Thienemann Verlag, 2009, ISBN 3-522-20016-0
- Heißkalt, Kriminalroman,  Thienemann Verlag, 2009, ISBN 3-522-20048-9
- Rosentod, Kriminalroman, Thienemann Verlag, 2009, ISBN 978-3-522-20024-0
- Totgeschwiegen, Kriminalroman, Thienemann Verlag, 2008, ISBN 978-3-522-18033-7
- Unsichtbare Augen, Kriminalroman, Carlsen Verlag, 2007, ISBN 978-3-551-35604-8
- Abgerechnet, Kriminalroman, Thienemann Verlag, 2007, ISBN 978-3-522-17874-7
- Stumme Schatten, Kriminalroman, Thienemann Verlag, 2006, ISBN 978-3-522-17786-3
- Der Geheimbund der Vampire, Jugendbuch, Arena Verlag, 2006, ISBN 978-3-401-02661-9
- Unsichtbare Augen, Kriminalroman, Thienemann Verlag, 2005, ISBN 3-522-17695-2
- Das Geheimnis des Drachenamuletts, Jugendbuch, Ueberreuter Verlag, 2001, ISBN 3-8000-2643-0

### Hörbuch
- Der 13. Engel, Fantasy, Jumbo Neue Medien und Verlag GmbH, 2009, ISBN 978-3-8337-2275-2

### Herausgeber
- Alisha Bionda & Michael Borlik, WOLFGANG HOHLBEINS SCHATTENCHRONIK – Der ewig dunkle Traum, Blitz Verlag, 2005, ISBN 3-89840-351-3
- Alisha Bionda & Michael Borlik, Wellensang, Schreiblust-Verlag Andreas Schröter, 2004, ISBN 3-9808278-2-8

## Auszeichnungen
2006 gewann er als Mitherausgeber der Anthologie Wolfgang Hohlbeins Schattenchronik – Der ewig dunkle Traum den Deutschen Phantastik Preis.